# 쓰르라미 울 적에 (시마미야 에이코의 노래)
《쓰르라미 울 적에》(일본어: ひぐらしのなく頃に, ひぐらしのなくころに 히구라시노 나쿠 코로니[*])는 2006년 5월 24일에 프론티어 웍스에서 발매된 시마미야 에이코의 싱글이다. 타이틀은 튠이다.

## 곡 목록
1. "Higurashi no Naku Koro Ni (ひぐらしのなく頃に)"
2. "All Alone"
3. "Higurashi no Naku Koro Ni (ひぐらしのなく頃に)" (instrumental)
4. "All Alone" (instrumental)